# Trischizostoma
Trischizostoma är ett släkte av kräftdjur som beskrevs av Boeck 1861. Enligt Catalogue of Life ingår Trischizostoma i familjen Lysianassidae, men enligt Dyntaxa är tillhörigheten istället familjen Trischizostomatidae.
Kladogram enligt Catalogue of Life och Dyntaxa:
| Trischizostoma | \| \| Trischizostoma nicaeense \| \| \| \| \| \| Trischizostoma raschii \| \| \| \| |
|                | \| \| Trischizostoma nicaeense \| \| \| \| \| \| Trischizostoma raschii \| \| \| \| |
|                | Trischizostoma nicaeense                                                            |
|                |                                                                                     |
|                | Trischizostoma raschii                                                              |
|                |                                                                                     |